# Droga wojewódzka 873
Die Droga wojewódzka 873 (DW 873) ist eine vier Kilometer lange Droga wojewódzka (Woiwodschaftsstraße) in der polnischen Woiwodschaft Masowien, die Pilawa mit Zalesie Górne verbindet. Die Strecke liegt im Powiat Piaseczyński.

## Streckenverlauf
Woiwodschaft Masowien, Powiat Piaseczyński
-  Pilawa (DK 79)
- Zalesie Górne